# Georgetown (Luisiana)
Georgetown é uma vila localizada no estado americano de Luisiana, na Paróquia de Grant.

## Demografia
Segundo o censo americano de 2000, a sua população era de 301 habitantes.
Em 2006, foi estimada uma população de 317, um aumento de 16 (5.3%).

## Geografia
De acordo com o United States Census Bureau tem uma área de
3,4 km², dos quais 3,4 km² cobertos por terra e 0,0 km² cobertos por água. Georgetown localiza-se a aproximadamente 36 m acima do nível do mar.

## Localidades na vizinhança
O diagrama seguinte representa as localidades num raio de 28 km ao redor de Georgetown.